# Perinoia scripta
Perinoia scripta är en insektsart som beskrevs av Jacobi 1921. Perinoia scripta ingår i släktet Perinoia och familjen spottstritar. Inga underarter finns listade i Catalogue of Life.